# Transit (gruppo musicale)
I Transit sono stati un gruppo musicale emo statunitense formatosi a Stoneham nel 2006 e scioltosi nel 2016. 
Il 2 febbraio 2019 è morto l'ex chitarrista Tim Landers, in memoria del quale Pure Noise Records ha pubblicato, nello stesso anno, una compilation contenente cover di canzoni dei Transit reinterpretate da band della scena emo e pop punk, intitolata Keep Shining On - A Tribute to the Music of Tim Landers.

## Stile musicale
Lo stile musicale dei Transit è stato generalmente descritto come emo, per poi avvicinarsi più all'indie rock verso gli ultimi anni. La band ha associato anche elementi di pop punk e alternative rock.

## Formazione

### Finale
- Joe Boynton – voce (2006–2016)
- P.J. Jefferson – basso, cori (2006–2016)
- Daniel Frazier – batteria (2006–2016)
- Torre Cioffi – chitarra, cori (2011–2016)

### Ex componenti
- Joseph Lacy – chitarra, cori (2006–2011)
- Tim Landers – chitarra, cori (2006–2014)

### In tour
- Kevin Tse (2009)
- Brandon Wark – chitarra (2014–2016)

## Discografia

### Album in studio
- 2008 – This Will Not Define Us
- 2010 – Keep This to Yourself
- 2011 – Listen & Forgive
- 2013 – Young New England
- 2014 – Joyride

### EP
- 2007 – Let It Out
- 2009 – Stay Home
- 2011 – Something Left Behind
- 2013 – Futures & Sutures

### Split
- 2009 – Man Overboard/Transit
- 2011 – Bayside/Saves the Day/I Am the Avalanche/Transit

### Vinili
- 2011 – Promise Nothing
- 2011 – For Future Reference
- 2012 – Skipping Stone

### Singoli
- 2013 – Nothing Lasts Forever

### Partecipazioni a compilation
- 2012 – Warped Tour 2012 Tour Compilation, con Skipping Stone

## Videografia

### Video musicali
- 2008 – Rule of Nines
- 2009 – Stay Home
- 2011 – Long Lost Friends
- 2011 – Cutting Corners
- 2012 – Asleep at the Wheel
- 2012 – I Think I Know You
- 2012 – Skipping Stone (alternate version)
- 2013 – Nothing Lasts Forever
- 2013 – Weathered Souls
- 2013 – Young New England
- 2014 – So Long, So Long (Futures & Sutures sessions)
- 2014 – Rest to Get Better
- 2015 – The Only One